# Sand (Limpopo)
Der Fluss Sand oder Polokwane River (Afrikaans: Sandrivier) ist ein Wasserlauf in der südafrikanischen Provinz Limpopo und ein rechter Nebenfluss des Limpopo. Sein neuer Name „Polokwane River“ ist gleichbedeutend mit dem Namen der Stadt Polokwane, ehemals Pietersburg, etwa 200 Kilometer flussaufwärts von seiner Mündung. Der Sand fließt am westlichen Rand dieser Stadt entlang.

## Flussverlauf
Er hat seine Quelle südlich von Mokopane und fließt nach Norden durch den zentralen Bereich der Provinz Limpopo, bis er den Soutpansberg mit einer tiefen Schlucht, der Waterpoort, durchbricht. Dann schlängelt er sich nach Norden über das Lowveld, bis er 7 Kilometer östlich von Musina am rechten Ufer in den Limpopo mündet. Obwohl es sich um einen mehrjährigen Wasserlauf handelt, liegt er im Winter oft trocken.
Die Steppe im Sand-River-Becken hat sich stark verschlechtert, hauptsächlich aufgrund von Überweidung. Es gibt einige Feuchtgebiete im Becken. Diese Gebiete sind ein wichtiges Ökosystem für seltene oder gefährdete Pflanzen sowie für Frosch- und Vogelarten. Es gibt 18 Minen im Sand-River-Becken.

## Hydrometrie
Die Abflussmenge des Sand River wurde am Pegel Waterpoort, bei etwa der Hälfte des Einzugsgebietes,  über die Jahre 2002 bis 2021 in m³/s gemessen.
Der Abfluss nimmt im weiteren Verlauf ab, so das nur selten Wasser den Limpopo erreicht.